# Ribautia colcabensis
Ribautia colcabensis är en mångfotingart som beskrevs av Kraus 1957. Ribautia colcabensis ingår i släktet Ribautia och familjen storjordkrypare.
Artens utbredningsområde är Peru. Inga underarter finns listade i Catalogue of Life.